# CaCO3
Cette page répertorie différents polymorphes, solides qui possèdent la même composition chimique mais une structure cristalline différente.
CaCO3 est la formule brute du carbonate de calcium qui cristallise naturellement en trois polymorphes :

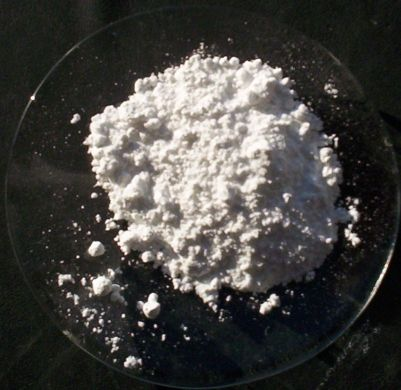
le carbonate de calcium.

- l’aragonite, polymorphe de haute température et haute pression ;
  - Coquille (mollusque)
  - Marbre
- la calcite, polymorphe stable en conditions ambiantes ;
  - Calcaire
  - Craie
- la vatérite, polymorphe rare car instable dans les conditions normales de température et de pression.